# E-Type
Bo Martin Erik Eriksson, bedre kendt som E-Type er en musiker fra Sverige.
Han slog igennem med sangen "Set the World on Fire" i 1994, der nåede nr. 1 på den svenske dance chart. Senere har han bl.a. haft succes med sangene "Angels Crying" og "Here I Go Again" begge fra 1998.
I 1995 modtog E-Type tre awards til Swedish Dance Music Awards for Bedste Sang, Bedste Artist og Bedste , I 1999 var E-Type nomineret til kategorien "Modern Dance" sammen med Dr. Bombay, Richi M og Black Moses i Svensk Grammy.[kilde mangler]

## Diskografi
- 1994 Made in sweden
- 1995 This is the way(remixes)
- 1998 Last man standing
- 2001 Euro IV ever
- 2004 Loud pipes save lives
- 2007 Eurotopia